# Fadermord
Fadermord är ursprungligen ett juridiskt begrepp. Mord på föräldrar har i alla tider betraktats som ett synnerligen svårt fall av mord. I äldre strafflagar upptogs det vanligen som en särskild art av mord och belades med kvalificerade (skärpta) dödsstraff, såsom stegling, bränning på bål o.s.v. Åtminstone ett fall förekommer i Stockholms tänkeböcker 1580 då Hans Joenssons dömd av rådhusrätten till att "smökes och brennes ihiel" för detta brott. Efter de kvalificerade dödsstraffens avskaffande är sådant mord inte föremål för särskilt omnämnande.
Föreskriften, att släktskapsförhållandet mellan mördaren och den mördade vid straffets bestämmande skulle tas i betraktande som en synnerligen försvårande omständighet, togs genom lag instiftad 3 juni 1921 bort ur den svenska strafflagen, som saknande betydelse. Genom samma lag tog man bort dödsstraffet ur den allmänna strafflagen, man kunde endast dömas till livstids straffarbete för mord.
Beatrice Cenci blev 1599 avrättad för fadermord.
Begreppet används även (och under senare tid oftare) bildligt om någon som vänder sig mot en tidigare gynnare och/eller lärare.